# Interprétation (psychanalyse)
La cure psychanalytique repose sur l'interprétation des paroles de l'analysant par le psychanalyste. « Interpréter consiste à retrouver le sens des pensées latentes à partir des pensées manifestes qui s'expriment dans la cure. » Elle se conçoit dans la dynamique « transféro - contre-transférentielle » et son modèle de base est l'interprétation des rêves.